# Muszka Miklós
Muszka Miklós (Szőllős, Bars vármegye, 1713. december 6. – Besztercebánya, 1783. szeptember 11.) bölcseleti és teológiai doktor, Jézus-társasági áldozópap, Muszka Antal bátyja.

## Élete
1730. október 14-én lépett a rendbe Nagyszombatban. Középiskolai tanulmányait elvégezvén, 1741-től 1744-ig teológiát hallgatott Nagyszombatban. 1743-ben szentelték pappá ugyanitt. Győrött az ismétlőket a humaniórákra tanította; azután Nagyszombatban négy évig a bölcseletet, Bécsben a teológiát adta elő. Később ugyanott tanulmányi felügyelő, a rendfőnök segédje és a rendház főnöke, majd tartományfőnök volt. A rend feloszlatása (1773) után székesfehérvári prépost (extra muros) címmel 1200 forint nyugdíjat kapott. Később besztercebányai kanonok, 1776-ban nagyprépost és apostoli proto-notárius lett.

## Munkái
- Palatium regni Hungariae; seu palatinorum sub regibus Hungariae vitae. Pars I. ad annum 1515. Viennae, 1736 (Kassa, 1740. jav. és bőv. kiadás. Nagyszombat, 1762)
- Epistolae familiares varii argumenti, Cassoviae, 1739 (javított kiadás Nagyszombat, 1740)
- Absolutum patientiae exemplar D. Franciscus Xav. Tyrnaviae, 1741
- Imperatores Ottomanici a capta Constantinapoli. Tyrnaviae, 1750
- Theresias honori… dominorum neobaccalaureorum. Dum in alma archi-episc. Universitate S. J. Tyrnaviensi prima AA. LL. & philosophiae laurea donarentur. Promotore. Tyrnaviae, 1750 (költemény)
- Laudatio funebris… comitis Joannis Palffy ab Erdőd, regni Hungariae palatini &c. honoribus… aa. ll. et philosophiae magistrorum, a rhetorica Tyrnaviensi dicata, dum… promotore… aa. ll. & philosophiae laurea donarentur. Tyrnaviae, 1751
- De legibus, earum transgressione, seu peccatis et peccatorum poena dissertationum theologicarum libri tres. Viennae, 1759 Online
- De actibus humanis et eorum fine, seu hominis beatudine. Tyrnaviae, 1757
- De Sacramentis Novae Legis in genere et in specie. Vindobonae, 1758-59. Két kötet (újabb kiadása 1765)
- Dissertationes excerptae ex Commentario literali in omnes N. T. libros Augustini Calmet ord. S. Benedicti. Tyrnaviae, 1759
- Panegyricus Divo Joanni Evangelistae dictus coram… Universitatis Viennensis Senatu populoque academico… Tyrnaviae, 1769